# General Electric T64
Le General Electric T64 est un turbomoteur à turbine libre qui fut initialement développé pour être employé par des hélicoptères, mais qui fut ensuite également utilisé sur des appareils à voilure fixe. General Electric présenta ce moteur pour la première fois en 1964.

## Caractéristiques
Il disposait d'innovations technologiques intéressantes, comme des revêtements anticorrosion et résistant mieux aux hautes températures. Le moteur possédait un taux de compression élevé, lui offrant une faible consommation spécifique pour son époque. Il fut conçu pour être associé avec différents boîtiers d'engrenages ou arbres de transmission, pour des utilisations sur hélicoptères ou aéronefs à voilure fixe de type ADAC ou conventionnels. Il pouvait être utilisé en permanence à des angles d'inclinaison de +100° à -45°
Les dernières versions produites ont une puissance sur l'arbre allant de 3 925 à 4 750 ch (2 927 à 3 542 kW).

## Versions
- T64-GE-1 : 3 080 ch (2 300 kW) ;

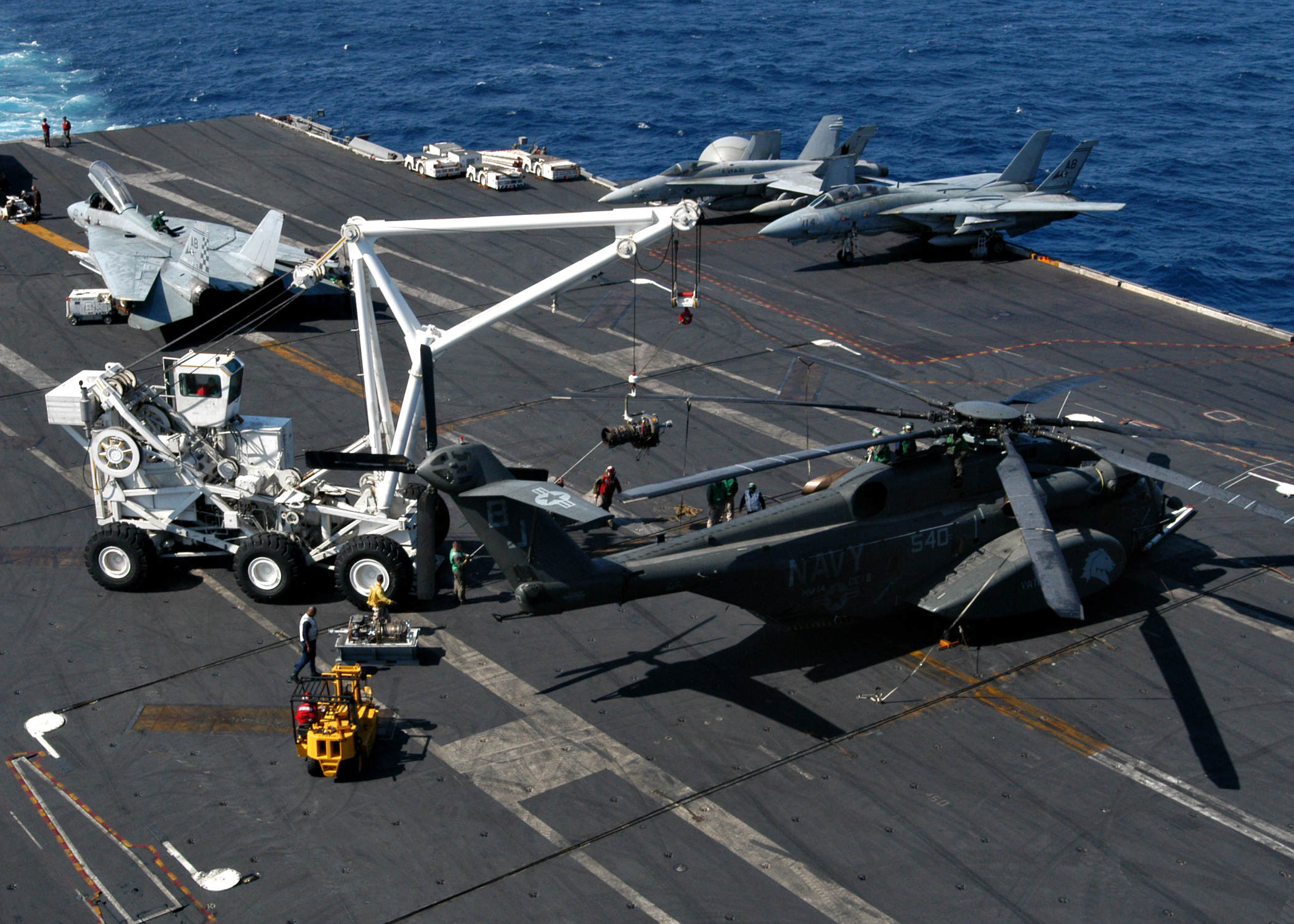
Utilisant la grue de pont « Tilly », les membres d'équipage de lUSS Enterprises (CVN-65) démontent une turbine T64 d'un CH-53 Sea Stallion, en Méditerranée (octobre 2003).

- T64-GE-2 : Turbomoteur de 2 810 ch (2 100 kW) à 5 200 tr/min[6] ;
- T64-GE-4 : Turbopropulseur, doté d'un boîtier de réducteurs sous son corps principal, d'un frein d'hélice et d'un régulateur intégré. 3 080 ch (2 300 kW) à 1 160 tr/min (hélice)[6] ;
- T64-GE-6 : Turbomoteur de 2 850 ch (2 130 kW) à 13 600 tr/min[6] ;
- T64-GE-7 : 3 925 ch (2 927 kW) ;
- T64-GE-7A : 3 936 ch (2 935 kW) ;
- T64-GE-8 : Turbopropulseur, doté d'un boîtier de réducteurs sous son corps principal, d'un frein d'hélice et d'un régulateur intégré. 2 850 ch (2 130 kW) à 1 160 tr/min (hélice)[6] ;
- T64-GE-10 : 2 970 ch (2 210 kW) ;
- T64-GE-16 : 3 485 ch (2 599 kW) ;
- T64-GE-100 : 4 330 ch (3 230 kW) ;
- T64-GE-412 : 3 695 ch (2 755 kW) ;
- T64-GE-413 : 3 925 ch (2 927 kW) ;
- T64-GE-413A : 3 936 ch (2 935 kW) ;
- T64-GE-415 : 4 380 ch (3 270 kW) ;
- T64-GE-416 : 4 380 ch (3 270 kW) - Trois moteurs de ce type sont installés sur le Sikorsky CH-53E Super Stallion[7] ;
- T64-GE-419 : 4 750 ch (3 540 kW) ;
- T64-GE-423 : 3 925 ch (2 927 kW) ;
- T64-P4D : Turbopropulseur de 3 400 ch (2 500 kW) ;
- CT64-820-1 : 2 850 ch (2 130 kW) ;
- CT64-820-2
- CT64-820-3 : 3 130 ch (2 330 kW) ;
- CT64-820-4 : 3 133 ch (2 336 kW) ;
- T64/P4D : 3 400 ch (2 500 kW)[8].

## Applications
- Aeritalia G.222
- De Havilland Canada DHC-5 Buffalo
- Lockheed AH-56 Cheyenne
- Kawasaki P-2J
- LTV XC-142
- Shin Meiwa US-1
- NAMC YS-11E
- Sikorsky CH-53 Sea Stallion
- Sikorsky CH-53E Super Stallion
- Sikorsky HH-53/MH-53